# Dick Smith VZ300
Dick Smith VZ300 (VZ300) је био кућни рачунар фирме Dick Smith који је почео да се производи у Хонгконгу од 1985. године.
Користио је Zilog Z80 A као микропроцесор. RAM меморија рачунара је имала капацитет од 16 kb (до 64 kb). 

## Детаљни подаци
Детаљнији подаци о рачунару VZ300 су дати у табели испод.
|                       |                                                                    |
| [ 1 ]                 |                                                                    |
| Произвођач            |                                                                    |
| Тип                   | кућни рачунар                                                      |
| Меморија              | 16 (до 64 )                                                        |
| Поријекло             | Хонгконг                                                           |
| Година                | 1985                                                               |
| Тастатура             | QWERTY, 46 механичка тастера, Basic команде и графички симболи     |
| Процесор              |                                                                    |
| Фреквенција процесора | 3,54                                                               |
| RAM                   | 16 (до 64 )                                                        |
| ROM                   | 16                                                                 |
| Текст                 | 32 стубова x 16 линија, 8 боја (мод 0)                             |
| Графика               | 128 x 64 тачака, 4 боје (мод 1)                                    |
| Боја                  | 8                                                                  |
| Звук                  | уграђени пиезоелектрични звучник 1 глас, 2,5 октава, 9 дужина нота |
| Димензије             | 30,5 x 18,5 x 5,5                                                  |
| Портови               |                                                                    |
| Оперативни систем     |                                                                    |